# Vitbandat glansfly
Vitbandat glansfly (Deltote deceptoria) är en fjärilsart som först beskrevs av Giovanni Antonio Scopoli 1763.  Vitbandat glansfly ingår i släktet Deltote, och familjen nattflyn. Arten förekommer i Götaland samt tillfälligtvis även på Gotland och Öland. Artens livsmiljö är skogslandskap, jordbrukslandskap.

## Bildgalleri

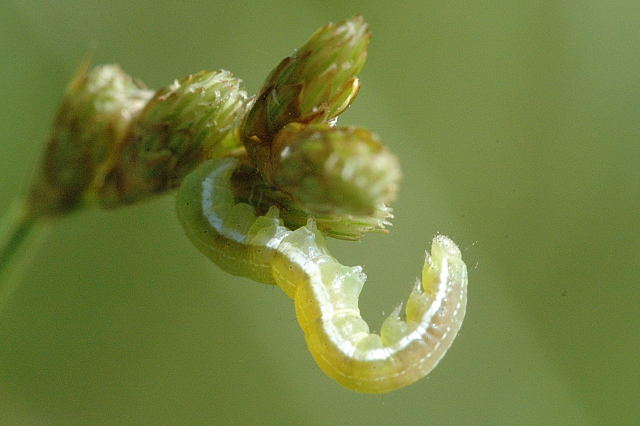